# Dedovița Veche
Dedovița Veche – wieś w Rumunii, w okręgu Mehedinți, w gminie Șimian. W 2011 roku liczyła 81 mieszkańców.